# Casa dell'amore... la polizia interviene
Casa dell'amore... la polizia interviene è un film del 1976 diretto da Renato Polselli con lo pseudonimo Ralph Brown. Alcune delle scene della pellicola provengono dal film incompiuto Una vergine per Satana (1976) di Alessandro Santini.
Il film appartiene al cosiddetto filone dei protoporno italiani e da molti è considerato come il primo film pornografico in assoluto (primo anche a Sesso nero). In questo stesso anno, infatti, molti registi italiani erano in fermento e cominciavano a dedicarsi alla realizzazione di film con inserti hard. Gli stessi Joe D'Amato e Luca Damiano, nello stesso anno, erano partiti per Santo Domingo per la realizzazione di alcuni film a carattere porno-esotico. Polselli, a proposito di questo film, ha dichiarato di non ricordare bene se in questo film fossero presenti scene hard: lui stesso ha dichiarato di considerare il vero primo film pornografico italiano il suo La verità secondo Satana, di cui fu anche produttore.